# U 50
U 50 byla německá ponorka typu VIIB postavená před druhou světovou válkou pro německé válečné námořnictvo. Do služby byla zařazena 12. prosince 1939 a zařazena do 7. ponorkové flotily pod velením Max-Hermanna Bauera.

## Konstrukce
Německé ponorce typu VIIB předcházely kratší ponorky typu VIIA. U 50 měla výtlak 753 tun při plavbě na hladině a 857 tun při plavbě pod hladinou. Měla délku 66,50 m, šířku 6,20 m, výšku 9,50 m a ponor 4,74 m. Pohon zajišťovaly dva čtyřtaktní šestiválcové diesel motory Germaniawerft F46 o výkonu 2 800 až 3 200 PS při plavbě na hladině a dva elektrické motory AEG GU 460/8-276 s výkonem 750 PS při plavbě pod hladinou. Byla vybavena dvěma hřídeli a dvěma 1,23 m lodními šrouby. U 50 mohla operovat v hloubce až 230 metrů.
U 50 dosáhla maximální rychlosti na hladině 17,9 uzlů (33,2 km/h) a 8 uzlů (15 km/h) při plavbě pod hladinou. Operační dosah činil 90 nm (170 km) při rychlosti čtyř uzlů (7,4 km/h) pod hladinou moře a 8 700 nm (16 100 km) při rychlosti 10 uzlů (19 km/h).
Ve výzbroji U 50 bylo pět torpédometů ráže 533 mm (4 na přídi a 1 na zádi), námořní rychlopalný kanón 8,8 cm SK C/35 a jeden 20 mm protiletadlový kanón.
Posádku tvořilo čtyřicet čtyři až šedesát mužů.

## Historie služby
Ponorka U 50 byla objednána 21. listopadu 1936 v loděnicích Friedrich Krupp Germaniawerft AG v Kielu pod výrobním číslem 585. Výroba byla zahájena 3. listopadu 1938 a na vodu byla spuštěna 1. listopadu 1939. Do služby byla zařazena 12. prosince 1939 pod velením námořního kapitána (Kptlt.) Max-Hermanna Bauera.
V období od 12. prosince 1939 do 31. prosince 1939 byla zařazena do 7. ponorkové flotily Wegener v Kiel (výcvik). Po reorganizaci flotily byla zařazena od 1. ledna 1940 do 6. dubna 1940 jako bojová ponorka 7. ponorkové flotily v Kielu.
V období 1. ledna 1939 až 6. dubna 1940 ponorka U 50 vyplula na dvě bojové plavby při nich potopila čtyři lodi o celkové tonáži 16 089 BRT a jedna loď o celkové tonáži 8 309 BRT byla poškozena. Ponorka nesla znak delfína.

### První bojová plavba
Ponorka U 50 vyplula 6. února 1940 na první bojovou plavbu z ostrova Helgoland a vrátila se zpět do Kielu 4. března 1940. Během dvacetiosmidenní bojové plavby v severním Atlantiku a v Biskajském zálivu byly potopeny čtyři lodi o celkové tonáži 16 089 BRT.
Dne 11. února byl potopen neutrální švédský parník Orania, který vezl náklad kukuřice a otrub a byl na cestě z Argentiny do Švédska. Posádka po zásahu torpédem opustila loď ve dvou záchranných člunech, ale zachráněno bylo HMS Faulknor jen deset osob. Dne 13. února byl poškozen švédský tanker Albert L. Ellsworth. Druhá loď byla potopena 15. února 1940. Dánský parník Maryland vezl náklad ropy ze Santosu do Kodaně. Všech 34 osob z parníku zahynulo. Třetí loď byla torpédována 21. února 1940. Byl to nizozemský parník Tara s nákladem obilí, který plul z Bahía Blanca do Rotterdamu. Část osádky doplula na španělské pobřeží a část zachránila španělská rybářská loď Milin. Dne 22. února 1940 byl torpédován a potopen britský tanker British Endeavour. Třicet osob zachránila britská obchodní loď Bodnant, pět osob zahynulo.
| datum          | jméno               | příslušnost | tonáž [BRT] | konvoj |             | zdroj |
| -------------- | ------------------- | ----------- | ----------- | ------ | ----------- | ----- |
| 11. února 1940 | Orania              | Švédsko     | 1 857       |        | torpédována | [ 2 ] |
| 13. února 1940 | Albert L. Ellsworth | Švédsko     | 8 309       |        | poškozena   | [ 2 ] |
| 15. února 1940 | Maryland            | Dánsko      | 4 895       |        | torpédována | [ 2 ] |
| 21. února 1940 | Tara                | Nizozemsko  | 4 760       |        | torpédována | [ 2 ] |
| 22. února 1940 | British Endeavour   | VB          | 4 580       | OGF-19 | torpédována | [ 2 ] |

### Druhá bojová plavba
Dne 4. dubna 1940 v 6.00 hodin U 50 vyplula ke své druhé bojové plavbě z Kielu do operačního prostoru severovýchod od Shedlandských ostrovů. V Severním moři severně od Terschellingu pravděpodobně najela na minové pole, které položily britské torpédoborce HMS Express, HMS Esk, HMS Icarus a HMS Impulsive 3. března 1940. Celá posádka 44 námořníků byla 13. dubna 1940 prohlášena za nezvěstnou.